# Temporada d'huracans de l'Atlàntic de 2003
La temporada d'huracans de l'Atlàntic de 2003 fou una temporada d'huracans activa i presentà activitat tropical abans i després dels límits oficials de la temporada; fet que no succeïa des de feia 50 anys. Durant la temporada es generaren 21 ciclons tropicals, 16 dels quals foren anomenats; set ciclons es desenvoluparen en huracans i tres d'ells assolien la categoria de grans huracans. La temporada de 2003 empatà a seixanta tempestes amb la sisena temporada d'huracans de l'Atlàntic més activa en nombre de tempestes registrades. L'huracà més fort de la temporada va ser l'huracà Isabel que assolí la categoria màxima en l'escala d'huracans de Saffir-Simpson quan passà al nord-est de les Antilles Menors; Isabel sacsejà després Carolina del Nord com un huracà de categoria 2 que provocà danys que es xifraren en $3.600 milions (USD de 2003, $4.300 milions d'USD de 2011) i causà la mort a 51 persones al llarg de la regió de l'Atlàntic Mitjà dels Estats Units.
La temporada d'huracans començà el 20 d'abril amb la tempesta subtropical Ana, més d'un mes abans de l'inici oficial de la temporada; va de l'1 de juny al 30 novembre i delimita convencionalment el període de l'any que es formen més ciclons tropical a l'Atlàntic. A principis de setembre, l'huracà Fabian colpejà les Bermudes en un huracà de categoria 3 i es convertí en el pitjor des de 1926;; provocà quatre víctimes mortals a l'illa i destrosses per valor de $300 milions (USD de 2003, $358 milions d'USD de 2011). La destrucció de l'huracà Juan al seu pas per Nova Escòcia fou considerable. Particularment, a Halifax, Juan colpejà com un huracà de categoria 2 que el convertí en el primer huracà considerable que sacsejava la província des de la temporada de 1893. A més a més, els huracans Claudette i Erika colpejaren Texas i Mèxic, respectivament, amb danys poc importants.

## Pronòstics de la temporada

### Previs a la temporada
El 19 de maig, abans del començament de la temporada, els predictors de la NOAA xifraren en un 55% la probabilitat d'una temporada amb una activitat tropical superior al normal. Els meteoròlegs pronosticaren la formació d'entre 11 i 15 tempestes tropicals de les quals entre 6 i 9 esdevindrien huracans i finalment, entre 2 i 4 d'aquests assolirien una força mínima de Categoria 3 en l'escala d'huracans de Saffir-Simpson. Una de les raons per pronosticar una activitat superior de la normal es basà en la probabilitat del desenvolupament de La Niña durant l'estació d'huracans.
El 4 d'abril, el reconegut expert en huracans Dr. William M. Gray pronosticà dotze tempesta anomenades dels quals vuit esdevindrien huracans i tres dels vuit a forces de categoria 3. El pronòstic emès el 30 de maig fou similar, però elevava a catorze el nombre de tempestes. El patró sinòptic de la temporada abans del primer de juny s'assemblà al d'altres temporades anteriors; les de 1952, 1954, 1964, 1966 i 1998, es consideren les temporades més anàlegs de la temporada. La predicció incloïa també la probabilitat d'un 68% que algun huracà recalés als Estats Units.

### A mitjans de temporada
El 6 d'agost, el Dr. Gray anuncià que mantenia la seva predicció anterior; amb un començament actiu de la temporada, el romanent de la temporada es preveia que seria només una mica per damunt de la mitjana, degut a unes condicions en conjunt menys favorables en tot l'oceà Atlàntic. L'endemà, NOAA també actualitzà la seva predicció i xifrava en un 60% la probabilitat d'una temporada amb una activitat tropical superior al normal i predigueren de 12 a 15 tempestes anomenades, de 7 a 9 huracans i de 3 a 4 grans huracans. Un dia més tard, Noaa llançava una predicció actualitzada també, amb un 60% probabilitat de damunt activitat normal, amb 12-15 tempestes anomenades, 7-9 huracans, i 3-4 huracans essencials esperats.
Segons defineix NOAA, en una temporada normal es generen de 6 a 14 tempestes tropicals; de 4 a 8 de les quals es converteix en huracà i d'1 a 3 d'aquests arriben a la Categoria 3 en l'escala d'intensitats.

## Tempestes

### D'abril a juliol
La tempesta subtropical Ana es formà el 20 d'abril de 2003, molt abans de l'inici oficial de la temporada que fou l'1 de juny. Quan Ana transicionà en un cicló tropical l'endemà, es convertí en la primera tempesta tropical de l'Atlantic formada un mes d'abril. El cicló provocà dos decessos a Florida a causa de les marees de tempesta i els corrents de ressaca.

Tempesta tropical Ana el 22 d'abril

Amb l'inici oficial de temporada, el Centre Nacional d'Huracans començà a emetre pronòstics de cinc dies, que amplià així els pronòstics de tres dies que s'havien estat emetent des de 1964. Després de proves durant les dos temporades d'huracans anteriors, els investigadors constataren que aquests nous pronòstics de cinc dies eren igual de precisos que els de 3 dies fa 15 anys. Els tròpics estigueren actius amb una activitat molt per sobre de la mitjana a la primera part de la temporada; al final del juliol ja s'havien format set depressions tropicals.
Una ona tropical s'allunyà de les costes d'Àfrica a la primera setmana de l'inici oficial de la temporada, i l'11 de juny es desenvolupà en la depressió tropical Two; es dissipà en menys de 24 hores des del seu desenvolupament al prevaler condicions desfavorables.
La tercera depressió tropical es desenvolupà a prop de la península de Yucatán a finals de juny; avançà en direcció nord alhora que s'enfortí en la tempesta tropical Bill abans de passà per la costa del sud de Louisiana el 30 de juny. El cicló deixà aiguats moderats i una onada de tornados al sud dels Estats Units que deixà un balanç de quatre víctimes mortals i destrosses per valor de 30 milions (USD de 2003, 35,8 milions d'USD de 2011).

## Els noms de les tempestes
La llista de noms següent fou la utilitzada per designar les tempestes de l'Atlàntic nord que es formaren durant el 2003. Els noms que no foren retirats s'utilitzaren un altre cop a la temporada de 2009. Aquesta és la mateixa llista utilitzada per la temporada de 1997. Les tempestes anomenades Larry, Mindy, Nicholas, Odette i Peter s'utilitzaren per primer cop el 2003. Els noms no assignats estan marcats en gris. Ana es convertí en el primer nom que s'utilitzà cinc cops de les sis llistes rotatòries en ús. Tant Ana com Claudette s'utilitzaren el 1979, 1985, 1991, 1997, 2003 i 2009.
| - Ana - Bill - Claudette - Danny - Erika - Fabian - Grace | - Henri - Isabel - Juan - Kate - Larry - Mindy - Nicholas | - Odette - Peter - Rose (no usat) - Sam (no usat) - Teresa (no usat) - Victor (no usat) - Wanda (no usat) |

### Noms retirats
L'Organització Meteorològica Mundial retirà tres noms a la primavera de 2004: Fabian, Isabel i Juan. Foren reemplaçats a la temporada de 2009 per Fred, Ida i Joaquin respectivament.